# Siêu cúp Anh 1991
FA Charity Shield 1991 là lần thứ 69 FA Charity Shield (nay là FA Community Shield) tổ chức. Trận đấu được tổ chức tại sân vận động Wembley vào ngày 10 tháng 8 năm 1991. Trận đấu là cuộc đọ sức giữa hai đội bóng Bắc London, giữa Arsenal, đội vô địch Giải hạng nhất (tức là giải Ngoại hạng Anh) với Tottenham, vô địch FA Cup, hai đội vô địch mùa bóng 1990-91. Trận đấu kết thúc với tỷ số hòa 0-0 và hai đội cùng chia sẻ danh hiệu.

## Kết quả trận đấu

### Kết quả chi tiết
| Arsenal | 0–0 | Tottenham Hotspur |
| ------- | --- | ----------------- |
|         |     |                   |

| Arsenal | Tottenham Hotspur |

|                  |    |                  |  |     |
|                  |    |                  |  |     |
| TM               | 1  | David Seaman     |  |     |
| HV               | 2  | Lee Dixon        |  |     |
| HV               | 3  | Nigel Winterburn |  |     |
| HV               | 4  | Tony Adams       |  |     |
| HV               | 5  | David O'Leary    |  |     |
| TV               | 6  | David Hillier    |  |     |
| TV               | 7  | David Rocastle   |  | 79' |
| TV               | 8  | Paul Davis       |  |     |
| TV               | 9  | Paul Merson      |  |     |
| TĐ               | 10 | Alan Smith       |  |     |
| TĐ               | 11 | Kevin Campbell   |  | 79' |
| Dự bị:           |    |                  |  |     |
| TM               | '  | Alan Miller      |  |     |
| HV               | '  | Andy Linighan    |  |     |
| TV               | '  | Michael Thomas   |  | 79' |
| TV               | '  | Sigurður Jónsson |  |     |
| TĐ               | '  | Andy Cole        |  | 79' |
| Huấn luyện viên: |    |                  |  |     |
| George Graham    |    |                  |  |     |

|                  |    |                   |  |
|                  |    |                   |  |
| TM               | 1  | Erik Thorstvedt   |  |
| HV               | 2  | Terry Fenwick     |  |
| HV               | 3  | Gary Mabbutt      |  |
| HV               | 4  | Pat Van Den Hauwe |  |
| HV               | 5  | Steve Sedgley     |  |
| TV               | 6  | David Howells     |  |
| TV               | 7  | Paul Stewart      |  |
| TV               | 8  | Nayim             |  |
| TV               | 9  | Paul Allen        |  |
| TV               | 10 | Vinny Samways     |  |
| TĐ               | 11 | Gary Lineker      |  |
| Substitutes:     |    |                   |  |
| TM               | '  | Ian Walker        |  |
| TĐ               | '  | Paul Walsh        |  |
| HV               | '  | Ian Hendon        |  |
| HV               | '  | Guðni Bergsson    |  |
| TV               | '  | Justin Edinburgh  |  |
| Huấn luyện viên: |    |                   |  |
| Peter Shreeves   |    |                   |  |

### Thông số trận đấu
|                      | Arsenal | Tottenham |
| -------------------- | ------- | --------- |
| Bàn thắng            | 0       | 0         |
| Số cú sút            | 11      | 4         |
| số cú sút trúng đích | 3       | 2         |
| Phạt góc             | 9       | 2         |
| Phạm lỗi             | 5       | 12        |
| Việt vị              | 4       | 8         |
| Thẻ vàng             | 1       | 1         |
| Thẻ đỏ               | 0       | 0         |